# Musophagidae
I Musofagidi (Musophagidae Bonaparte, 1831) sono l'unica famiglia di uccelli appartenenti all'ordine Musophagiformes.

## Descrizione

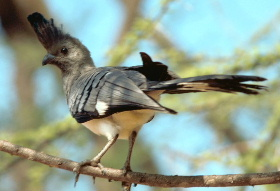
Colorazione grigio-bianca del Turaco ventrebianco

I Musofagidi sono uccelli arboricoli di medie dimensioni. Diversamente dai Cuculidi che sono zigodattili, essi sono semi-zigodattili, cioè il quarto dito di ciascun piede, quello esterno, può essere spostato avanti e indietro. In alcune specie, il secondo e il terzo dito, cioè i due che puntano sempre avanti, possono essere saldati tra loro. Tutte le specie posseggono delle creste prominenti e delle lunghe code.

### Colorazione

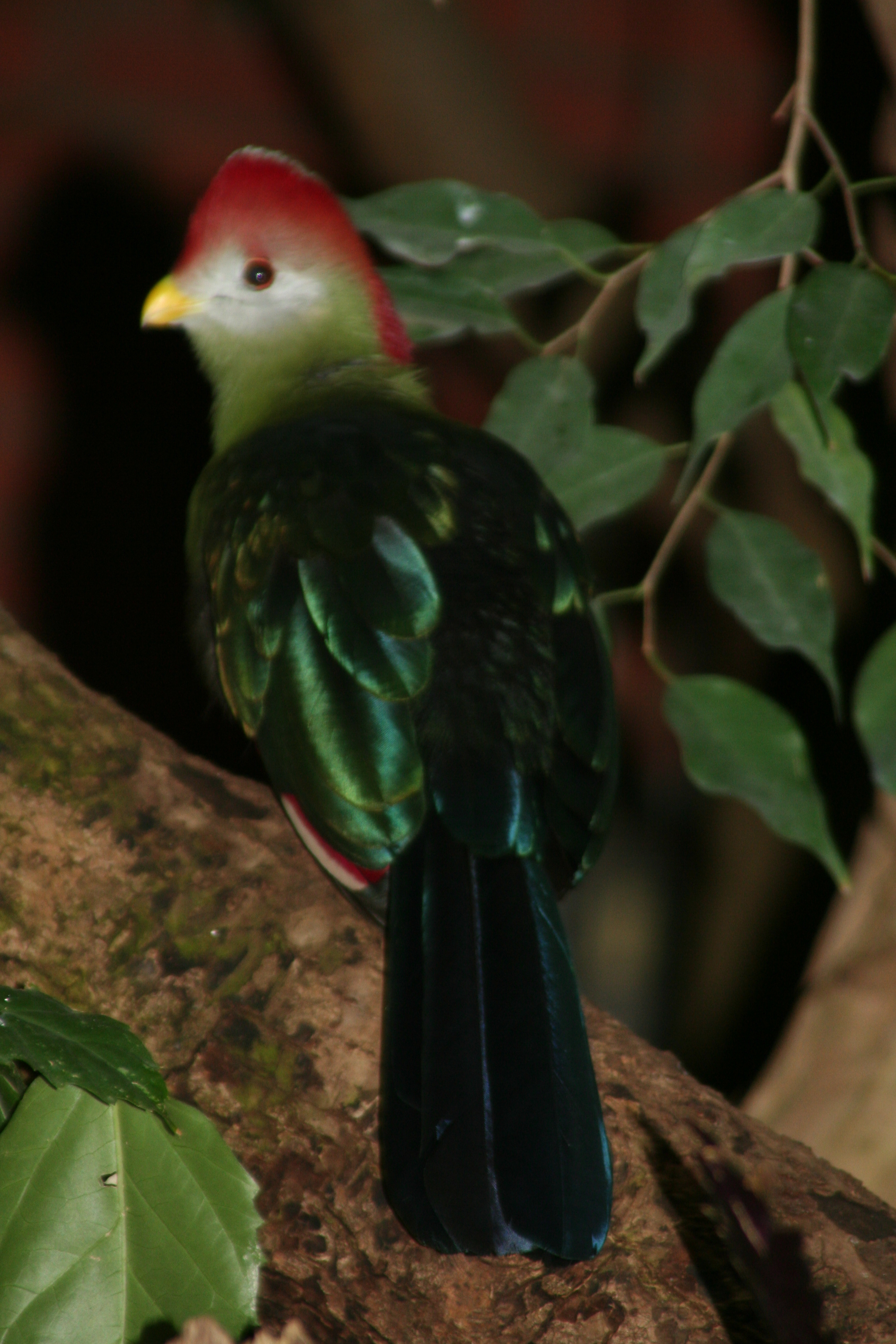
Turaco crestarossa

I Musofagini hanno un piumaggio molto appariscente, mentre le specie delle altre due sottofamiglie sono in genere grigie e bianche. Le livree dei turachi sono in genere verdi, azzurre o violacee. Il colore verde è dato dalla turacoverdina, un pigmento a base di rame, nonché l'unico realmente verde tra gli uccelli. Gli altri "verdi" sono infatti il risultato della combinazione tra pigmenti gialli come i carotenoidi e la struttura prismatica delle stesse penne che scinde la luce in modo tale da ottenere il colore blu. Diversamente dalla maggior parte degli uccelli, dove il rosso è dato da altri carotenoidi, nei turachi invece è dato dalla turacina. Entrambi i pigmenti sono dei derivati della porfirina e a tutt'oggi sono stati riscontrati solo nei Musofagidi, anche se la poco studiata turacoverdina potrebbe essere presente, con alcune differenze, anche in altri uccelli.

## Distribuzione e habitat
La famiglia è presente in tutta l'Africa subsahariana, dove frequenta le foreste, le zone boscose e la savana.

## Biologia
I Musofagidi sono uccelli gregari e stanziali. Molte specie sono chiassose e alcune sono conosciute per il loro acuto richiamo d'allarme, che avverte le altre specie della presenza di predatori o cacciatori. Posseggono un volo debole, ma possono correre molto rapidamente attraverso il tetto delle foreste. Si cibano prevalentemente di frutti, in piccola parte di foglie, germogli e fiori, e occasionalmente di insetti, chiocciole e lumache. Nonostante il nome indichi una certa relazione con le banane (genere Musa), sembra che i Musofagidi (letteralmente "mangiatori di banane") non si cibino di questo frutto, né di altre parti della pianta.
Costruiscono un grande nido di rami in cima agli alberi e vi depongono due o tre uova. I giovani nascono con un folto piumino e con gli occhi aperti o quasi aperti.

## Tassonomia
In precedenza inclusi tra i Cuculiformi, i Musofagidi sono stati di recente separati ed elevati al rango d'ordine, così come era successo per l'hoatzin (Opisthocomiformes). Nella tassonomia di Sibley-Ahlquist questa famiglia era già stata scissa dai Cuculiformi (attorno al 1999). I Musofagidi sono suddivisi in 3 sottofamiglie, 6 generi e 23 specie.
Famiglia Musophagidae
- Sottofamiglia Corythaeolinae
  - Genere Corythaeola
    - Corythaeola cristata - turaco blu maggiore
- Sottofamiglia Musophaginae
  - Genere Tauraco
    - Tauraco persa - turaco di Guinea
    - Tauraco livingstonii - turaco di Livingstone
    - Tauraco schalowi - turaco di Schalow
    - Tauraco corythaix - turaco di Knysna
    - Tauraco schuettii - turaco becconero
    - Tauraco fischeri - turaco di Fischer
    - Tauraco macrorhynchus - turaco beccogiallo
    - Tauraco leucolophus - turaco crestabianca
    - Tauraco bannermani - turaco di Bannerman
    - Tauraco erythrolophus - turaco crestarossa
    - Tauraco hartlaubi - turaco di Hartlaub
    - Tauraco leucotis - turaco guancebianche
    - Tauraco ruspolii - turaco di Ruspoli
    - Tauraco porphyreolophus - turaco crestaviola

  - Genere Ruwenzorornis
    - Ruwenzorornis johnstoni - turaco del Ruwenzori

  - Genere Musophaga
    - Musophaga violacea - turaco violetto
    - Musophaga rossae - turaco di Ross
- Sottofamiglia Criniferinae
  - Genere Corythaixoides
    - Corythaixoides concolor - turaco unicolore
    - Corythaixoides personatus - turaco faccianuda
    - Corythaixoides leucogaster - turaco panciabianca

  - Genere Crinifer
    - Crinifer piscator - turaco grigio occidentale
    - Crinifer zonurus - turaco grigio orientale